# نيل سيمبسزن
نيل سيمبسزن (بالإنجليزية: Neil Simpson)‏ (15 نوفمبر 1961 بلندن في المملكة المتحدة - ) هو لاعب كرة قدم بريطاني في مركز الوسط. شارك مع منتخب اسكتلندا لكرة القدم. أما مع النوادي، فقد لعب مع نادي أبردين ونادي ماذرويل ونيوكاسل يونايتد وCove Rangers F.C. ‏.

## روابط خارجية
- نيل سيمبسزن على موقع الاتحاد الإسكتلندي (الإنجليزية)
- نيل سيمبسزن على موقع قاعدة بيانات كرة القدم.إي يو (الإنجليزية)